# Anna Tavernier
Anna Tavernier (* 9. Mai 1987 in Bayreuth) ist eine deutsche Cheerleaderin.
Im Jahr 2003 gewann sie im Partnerstunt bei der bayerischen Meisterschaft den 2. Platz, der zur Teilnahme bei der deutschen Meisterschaft im Cheerleading in Berlin berechtigte. Dort belegte sie, ebenfalls im Partnerstunt, den 5. Platz. Daraufhin folgten in den nächsten Jahren weitere Titel, wie der Gewinn der Bayerischen Meisterschaft. 2006 schaffte sie durch einen 2. Platz bei der deutschen Meisterschaft die Qualifikation zur Europameisterschaft 2006 in Oslo, bei der sie den 4. Platz erreichte. Aufgrund der Erfolge im Partnerstunt wurde auch der Cheerleading und Cheerperformance Verband Deutschland (CCVD) auf sie aufmerksam und sie wurde für die deutsche Nationalmannschaft nominiert. Im April 2011 nahm Anna Tavernier mit der Nationalmannschaft an der Weltmeisterschaft in Orlando, Florida teil und erreichte den 5. Platz. Auch im Jahr 2012 fand wieder eine Weltmeisterschaft der International Cheer Union (ICU) in Orlando, Florida statt. Anna Tavernier belegte bei dieser den 6. Platz mit der deutschen Auswahl.